# Emil Pfeiffer
Emil Pfeiffer (Wiesbaden, 1º marzo 1846 – Wiesbaden, 13 luglio 1921) è stato un medico tedesco.
Fu tra i primi a descrivere la mononucleosi infettiva, definita anche sindrome di Pfeiffer.